# Хисар (Лесковац)
Брдо Хисар је археолошки локалитет и парк природе, површине од 10,6 хектара, изнад Лесковца. на надморској висини од 341 метра. Хисар представља завршне обронке планине Гољак.

## Историја
Назив брда потиче из периода Османског царства и означава утврђење у систему одбране, саграђено од тврдог материјала, камена и цигле, са једном кулом или без куле. Мање утврђење оваквог типа називано је хисарџик — тврђавица. Хисари су били и најзначајнији градови Топлице и Дубочице, Прокупље и Лесковац, о чему сведоче називи брда на којима су подигнути.
У путопису „Србија — земља и становништво“ из 1904. године, један од најбољих познаваоца југоисточне Европе Феликс Каниц је записао :
| „ | Три моста повезују делове града кроз који тече Ветерница и у којем минарета и кровови конака надвисују тамно дрвеће и подсећају на некадашњу владавину Турака. О њој би имао много шта да каже и Хисар, 350 га високо брдо са замком на левој обали реке. Џорџ Браун је још 1677. видео тамо кастел, који је господарио околном баровитом низијом. | ” |

На брду се налази предајник ТВ Лесковца, споменик Незнаном јунаку, подигнут 1922. године у част анонимном капетану, који је 26. октобра 1915. године погинуо у борбама за Лесковац — битка на Морави (1915), као и спомен парк на источној падини, изграђен 1971. године, по идејном решењу архитекте Богдана Богдановића. 
Ту се налази и спомен плоча, где је 1897. организовано прво окупљање радника у лесковачком крају.

## Археолошки локалитет
На археолошком локалитету површине 130 хектара, од 1999. године се врше непрекидна археолошка истраживања, под руководством др Милорада Стојића из Археолошког института у Београду.
На Хисару су се налазила насеља из неолита, бакарног, бронзаног и гвозденог доба, из римског, византијског и турског периода, а ту је откривен и најстарији центар црне металургије у Европи. На њеми су пронађени многобројни предмети, од којих су најзначајнији из доба неолита. Пронађена је руда гвожђа, млинови за њено ситњење, погаче, односно аморфно гвожђе тешко више килограма, пећи, дуваљци, јаме у којима се производио ћумур, огромне количине згуре и неколико гвоздених предмета који су ту произведени.
- Ту су пронађени најлепши примерци средњовековног стакла украшеног у вишебојној техници, као и остаци насеља из око 1.400. године, између осталог и сребрни новац Стефана Лазаревића, пре него што је постао деспот.[9]
- Године 2001. пронађено је вишеслојно насеље брњичке културе,[9] групе која се развија од 1300. до 1050. године п. н. е., а најпре је пронађена локалитету на Косову.
- Аматер-археолог Шћепан Туровић открио је 2002. године предмет у облику игле дугачак 64,5 центиметара, од нерђајућег челика, па је предмет назван „Туровићева игла“.[9][10][11] Након многобројних испитивања утврђено је да игла из периода 1300. године п. н. е. Данашња металургија не познаје технологију којом је игла израђена. Игла је направљена од чистог гвожђа и не садржи примесе других елемената, те због тога превазилази Амерички еталон за гвожђе. Због изузетне вредности предмет се чува у сефу једне државне установе.[10] После проналаска „Туровићеве игле“, археолошка истраживања на овом локалитету су нарочито интензивирана. Археолози су током даљег ископавања открили још неколико сличних предмета од гвожђа, исте чистоће и још неколико пећи за топљење руде те и прављење предмета. Све датирају из 13. и 14. века старе ере.[10] Верује се да су то најстарија налазишта постројења за прераду гвожђа у свету, чиме се помера период гвозденог доба за неколико векова уназад.[9] Десетак километара јужно од Делхија у Индији , недалеко од куле Кутаб Минар, чуда архитектуре из 13. века, стоји џамија из 12. века. У предворју џамије постоји стуб висок 7,30 м, а на њему је санскритом исписан текст из кога сазнајемо да је стуб, у 5. веку, подигао хинду краљ Чандра Варман. Стуб је од потпуно чистог гвожђа, без трагова корозије, дакле, потпуно је истих основних карактеристика као и Туровићева игла. Извесно је да су направљени према истим технолошким принципима, непознатим савременој науци.[12]
- 15. септембар 2005. године на овом локалитету пронађен је још један гвоздени предмет у облику игле који потиче из 14. века пре нове ере. Оваква открића сврстала су овај археолошки локалитет у ред најексклузивнијих.[13]
- Редак примерак сребрне праисторијске копче пронађен је 2005. године, у некрополи старобалканских народа Трибала и Дардана.[14]
- На овом археолошком локалитету пронађен је и римски бедем, укопан у праисторијску фортификацију из 14. века пре нове ере, са занимљивим фрагментима живописа, што наводи на закључак да су ови зидови припадали неком сакралном комплексу.[15]

## Галерија
- Реконструкција куће из позног бронзаног доба са локалитета Хисар.
- Реконструкција куће из позног бронзаног доба са локалитета Хисар.
- Брдо Хисар код Лесковца